# Natasha Records
Natasha Records é uma gravadora musical brasileira. Criada em 1992 por Caetano Veloso e sua mulher, Paula Lavigne, ela lançou álbuns de diversos cantores do país, entre eles se destacam MV Bill e Daúde. Em 2004, ela trocou de distribuidora: era da BMG e desde aquele Ano foi para a Universal Music, pois a Natasha Records é parceira da Disney Music Group e, esta, possui seu conteúdo distribuído no Brasil pela Universal Music.